# Interlingue
Interlingue (izvorno Occidental) međunarodni je umjetni jezik stvoren 1922. i preimenovan 1949. godine. Njegov autor, Edgar de Wahl, pokušao je stvoriti gramatički potpuno pravilan jezik karaktera prirodnoga jezika. Fond riječi stvoren mu je na temelju već postojećih riječi različitih jezika te rabi derivacijski sustav zasnovan na prefiksiranju i sufiksiranju.
Mnoge su riječi u ovome jeziku izvedene iz zajedničkog vokabulara zapadnoeuropskih jezika, prije svega romanskih, ali i ponešto germanskih. Velik je broj stvoren pomoću de Wahlovog pravila, koje služi pravilnoj derivaciji sviju osim šest glagolskih infinitiva. Time je interlingue stvoren kao jezik prirodnog prizvuka i pravilne gramatike, a ujedno je i razumljiv svim osobama koje razumiju pojedine zapadnoeuropske jezike. Čitljivost i pojednostavljena gramatička pravila, kao i izdavanje časopisa Cosmoglotta, Occidental su učinili popularnim umjetnim jezikom u Europi u godinama pred Drugim svjetskim ratom, unatoč naporima vlasti Trećeg Reicha da priguše utjecaj međunarodnih jezika.
Occidental je opstao tijekom rata, no njegovi su se govornici odmakli od autora 1939. godine. Kao estonski Nijemac na položaju mornaričkog časnika, de Wahl nije htio otići iz Tallinna za Njemačku čak ni kada mu je kuća srušena tijekom napada na grad 1943. godine. Umjesto toga, skrovište je pronašao u psihijatrijskoj bolnici. Zbog toga što mu je većina pisama presretnuto, umro je 1948. godine s vrlo malo saznanja o razvoju njegova jezika. Do promjene naziva u Interlingue došlo je zbog pokušaja Sovjetskoga Saveza da naglasi neutralnost jezika i zbog očekivanja bliske suradnje s govornicima Interlingue, sličnog naturalističkog projekta koji je tada bio u usponu. Mnogi su govornici digli ruke od jezika pojavom potonjeg 1951. godine, nakon čega je jezik sve do doba interneta bio opskuran.

## Vanjske poveznice
|  | Zajednički poslužitelj ima još gradiva o temi Interlingue |

- Službena stranica Interlingue-Uniona (arhivirano 6. siječnja 2024.)
- Službena stranica jezika